# 순심이
《순심이》는 1988년 3월 5일부터 1988년 9월 11일까지 방영된 한국방송공사 주말연속극이다.

## 기획의도
1968년부터 1980년의 시대의 작품

## 등장 인물
- 권경하
- 김주승 : 진호 역
- 김혜수 : 순심 역
- 배종옥
- 도금봉
- 백윤식
- 김인문
- 김성원
- 최선자
- 전무송
- 김영애
- 정보석
- 서인석
- 서학
- 김상훈
- 신수강
- 한현배
- 손영춘 : 칠득이 역
- 정승곤
- 조명연
- 박진성
- 이경영
- 김근희
- 김수정
- 이궁희

## 참고
드라마 순심이가 첫방송을 시작할 때 광고 17개가 나왔다.

## 제작진
- 기획 : 이유황
- 극본 : 홍승연
- 연출 : 운군일
- 기술감독 : 김철규
- 조명감독 : 유용우
- 영상 : 최용철
- 녹화 : 안혁석
- 음향 : 엄재섭, 유병수, 심경수
- 조명 : 장현기, 김성술
- 음악 : 임택수
- 효과 : 박용기
- 미술감독 : 이석우
- 무대 디자인 : 황봉익
- 타이틀 : 김태준
- 장치 : 최형주
- 작화 : 권혁태
- 소품 : 윤재흠, 최용석
- 의상 : 유상선
- 분장 : 김유정
- 미용 : 김연순
- 편집 : 장영국, 이병희
- 야외조명 : 최광영, 한명주
- 야외촬영 : 최영수, 정성근
- 카메라 : 김형태, 박덕윤, 소팔영, 조남호
- 주제가 작사 : 박건호
- 작곡 : 최종혁
- 편곡 : 김명곤
- 노래 : 최진희
- 의상협조 : 트로아조
- 조연출 : 신정관, 김용규, 김진순

## 주제가
- 제목 : 순심이
- 작사 : 박건호
- 작곡 : 최종혁
- 편곡 : 김명곤
- 노래 : 최진희

## 기타
- KBS 영상자료실에 1회와 마지막회만 보존 중인 것으로 알려졌다.
- 손영춘이 연기한 칠득이라는 캐릭터는 정신적으로 미성숙하거나 지능이 떨어지는 사람 배역 캐릭터를 통해 우리 사회가 웃음을 만들고 소화시킨 성숙하지 못한 시민의식을 만든 대표적 사례에 해당한다. 타인에게 칠득이 닮았다 칠득이 같은 놈 했을 때 상대방이 기분 나쁘지 않을 수 없었을 것이다. 하나의 우리 사회가 가졌던 천박한 비표준 비하 폭력행위 사례에 해당한다. 
굳이 칠득이라는 캐릭터가 드라마 흐름에 꼭 필요한지도 의문이고 단지 지능이 떨어지는 캐릭터를 보고 웃음을 만들었다면 방송을 통해 억지로 만든 그 당시의 어두운 면이자 천박한 면이 아니었다고 볼 수 없다. 또한 특정 지역 사투리를 지나치게 사용한 것도 당시 특정 지역 혐오 의식이나 정치적으로 특정 고립화 전략이 있던 시기에 민감한 이슈를 만든 셈이다. 이 캐릭터는 익년 엠비씨 드라마 행복한 여자의 호섭이 캐릭터로 이어지며 다시 한 번 우리 사회의 천박한 면을 그대로 보여줬다. 
이런 사고가 좀 완화된 것이 1995년 KBS 주말 드라마 젊은이의 양지의 수철이(홍경인)캐릭터이다.

| KBS 2TV 주말 드라마                     | KBS 2TV 주말 드라마                       | KBS 2TV 주말 드라마                           |
| 이전 작품                               | 작품명                                    | 다음 작품                                     |
| --------------------------------------- | ----------------------------------------- | --------------------------------------------- |
| 타인 (1987년 9월 5일 ~ 1988년 2월 28일) | 순심이 (1988년 3월 5일 ~ 1988년 9월 11일) | 은혜의 땅 (1988년 10월 8일 ~ 1989년 4월 16일) |